# Geomyza hackmani
Geomyza hackmani är en tvåvingeart som beskrevs av Nartshuk 1984. Geomyza hackmani ingår i släktet Geomyza och familjen gräsflugor. Arten är reproducerande i Sverige. Inga underarter finns listade i Catalogue of Life.